# Club Almagro
El Club Almagro es una entidad deportiva argentina, fundada el 6 de enero de 1911 tras la fusión de los clubes Jubile, San Martín Juniors y Lezica. Su sede social y deportiva principal se encuentran en la calle Medrano 522, en el barrio de Almagro de la Ciudad Autónoma de Buenos Aires. Su estadio, denominado Tres de Febrero, tiene capacidad para 19.000 personas y se encuentra en la localidad de Villa Raffo, Partido de Tres de Febrero, provincia de Buenos Aires. Su principal actividad es el fútbol masculino profesional, actualmente en la Primera Nacional, segunda división de Argentina.
El club ha llegado a disputar diecinueve temporadas en la máxima categoría del fútbol nacional, dividas entre el amateurismo y el profesionalismo, ubicándolo en el puesto treinta del ranking histórico, a pesar de que su última temporada en dicha categoría fue en la temporada 2004/05. 
Sus mayores logros son los ascensos de las temporadas de 1918, 1937, 1999/00, y 2003/04 los cuales le permitieron el ascenso a la Primera División, además de ser subcampeón de la Primera División de 1931, la Copa Competencia de la Asociación Amateurs de 1920, y 1924, y la Copa Jockey Club de 1931. 
El clásico rival del club es Estudiantes de Caseros, con el que disputan el Clásico de Tres de Febrero. Por su parte, el club posee amistad con Defensores Unidos y Gremio de Porto Alegre.

## Historia
Primeros años (1911-1933)

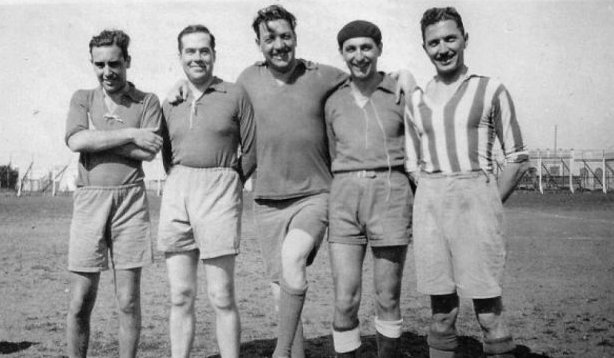
Arturo Frondizi jugando para la cuarta división de Almagro a mediados de la década de 1920.

El 6 de enero de 1911 se fundó el Club Almagro por un grupo de muchachos, luego de la fusión de los equipos Jubile, San Martín Juniors y Lezica. Sus creadores fueron M. Ortiz de Zarate, J. Tagle, Alfredo y. Rómulo Quadrelli, C. Cerruschi, N. Sapia, J. Galmarini y J. Belliti, denominándolo así en homenaje al barrio al que pertenecían. Luego de varias malas campañas en las ligas independientes el equipo suspendió sus actividades a mediados de ese mismo año.
En 1912 los hermanos Adet, A. y E. Cappelletti, A. y M. Rodríguez, E. Meseguer, J. Hipólito y otros comenzaron a disputar algunos partidos y, debido a buenos resultados, se decidió refundar el 1° de marzo, en el domicilio de Adet, Gascón 786, al Almagro Football Club, que usó camisetas con colores blanco y verde a rayas verticales. Aquel año, se afilió a la Asociación Argentina de Football, teniendo una efímera participación en la Segunda División.
En abril de 1913 se afilia con un equipo de cuarta y otro de quinta a la Liga América con sede en la calle Ecuador 652. La campaña hecha por ambos equipos fue brillante, saliendo campeones invictos, Jugó todos sus encuentros como visitante ya que el club no tenía estadio. Tan contundentes éxitos que fueron los campeonatos de la Liga América, fueron calurosamente festejados por una numerosa hinchada y debido a esto llevó el ánimo de la Comisión Directiva en la búsqueda de un campo de deportes. Cuando los mejores jugadores de Almagro Football Club pasaron al equipo Liberal Argentino de Villa Crespo (que terminó ganando la categoría intermedia) y, así, nuevamente el club suspendió sus actividades.
Para 1916, Ortiz de Zárate a mitad de año volvió a contactarse con aquellos jóvenes entusiastas que habían fundado el Almagro Football Club para convencerlos de fusionarse con Liberal Argentino, y así poder jugar en alguna de las ligas de aquella época. Ante el no de los muchachos del Pasaje Portugal, Ortiz de Zárate les ofreció otra idea: darles una infraestructura mínima para poder desarrollar un club más formal, con la condición de refundar al equipo y cambiarle el nombre.
El 16 de octubre de 1916, se refunda nuevamente y ya definitivamente hasta la actualidad, en la Parroquia de San Carlos Borromeo y María Auxiliadora (que luego fue Iglesia y más tarde Basílica) de Almagro, un club que representara social y deportivamente al barrio Almagro. Quedó constituido finalmente el Club Almagro, sobre los restos de la entidad predecesora. Entre los fundadores del nuevo club estuvieron Ortiz de Zárate (diputado de la Unión Cívica Radical) y Rubbo , J. Del Giudice, Ernesto Vieyro y Pedro Ciériversaba con J. y A. Cappelletti, C. y J. Adet, Juance, futbolistas caracterizados con el barrio de Almagro, el doctor Mollinelli, los hermanos Costa, los Truco, Suardi, González, Arambur, Tagle, Murature, Marroig, Meseguer, Scalabrini, Berra, Firpo, Pagliero, Poggi, Poggio, Gubitosi, Álvarez, Quadrelli y otros. La militancia en el radicalismo de sus dirigentes y socios quedó incorporada a la vida de la institución como un rasgo distintivo. También, fueron adoptados en esta época los colores azul, blanco y negro y con ello adopta el apodo de tricolor.
El debut oficial de Club Almagro fue en 1917, se afilió a la Asociación Argentina de Football y comenzó a disputar el torneo de la Segunda División de Ascenso y ganó el ascenso a Intermedia. Ese mismo año, se construyó la primera cancha de la nueva entidad.
El Campeonato de Segunda División (Tercera categoría del fútbol argentino) en 1917 se divide en 3 grupos: Zona Norte, Zona Sud y Zona Oeste. Almagro participa del SECCIÓN A – ZONA OESTE y también presenta un equipo “B” en la SECCIÓN B de la ZONA OESTE. El equipo “A” juega 16 partidos, ganando los 16 encuentros con 32 goles a favor y solamente 6 en contra. Campaña brillante. Los jugadores de ese año fueron Pedro Clerici, Ernesto Vieyro, Gerónimo Clerici, Clemente Benzi, Eduardo Cappelletti, Juan Cappelletti, Antonio Cappelletti, Miguel Ortiz de Zarate, Juan Rubbo, Juan Bianchi, Juan Del Giudice, Cererino Adet, José E. Adet. Las mascotitas del equipo eran Miguel Ortiz de Zarate (hijo), y J. Malaspina (hijo).
El debut fue contra Sportivo Ramos Mejía el 22 de abril de 1917 como visitante. Los de Almagro ganaron 4 a 2 con goles de Rubbo, Del Giudice, Ceferino Adet y José Adet. El debut como local se produjo el 29 de Abril del mismo año frente a Club Atlético Nueva Chicago ganándole por 1 a 0 (Vieyro). Ese partido comenzó a las 14.45 horas. Otros resultados: Almagro 6 - Cambrian 0 el 12 de agosto a las 14.30 horas. San Lorenzo (equipo B) 0 - Almagro 1 a las 12.15 horas. Almagro 5 - Ferro Carril Oeste "B" 0. Cambrian 1 - Almagro 7 en Villa Soldati. Clasificó a la final con General Mitre. El día que se dio para fecha del cotejo se suspendió ya que el árbitro no pudo concurrir. Final ZONA OESTE jugada el 09/12/1917. Almagro 2 - General Mitre 0. Almagro ascendía a División Intermedia 1918. También jugó la Copa de Competencia de Segunda División 1917. Llegó hasta semifinales siendo derrotado por General Mitre.
En 1918 el equipo sale primero en su grupo en la División Intermedia y pierde la final contra Eureka por 2 a 1 en el Estadio Presidente Perón. También jugó la Copa Competencia de Primera División 1918 llegando a segunda rueda.
Después que perdió la final por el ascenso a Primera División con Eureka, Ortiz de Zárate realizó una fusión del club con el equipo Columbian, que en ese momento estaba en la máxima categoría y sufría una crisis económica. Al principio la Asociación Argentina negó el petitorio porque supuso el ascenso encubierto de Almagro, de Intermedia a Primera. Pero luego dio el permiso y el club debutó en Primera División en 1919 con el nombre de Sportivo Almagro. Algo curioso fue en la Copa Competencia 1919 donde debió jugar con Huracán el primer partido. Fue 2 a 2. Luego en el cuarto desempate Sportivo Almagro ganó 2 a 0 en el Estadio GEBA (sede Jorge Newbery). Luego fue derrotado en Eureka por 2 a 0 en el estadio de Huracán de aquel entonces por los cuartos de final.
En 1920, tras disputar 11 partidos en el torneo de la Asociación Argentina pasó a la Asociación Amateurs de Football, donde jugó la segunda rueda del campeonato de ese año. En 1920 jugó la Copa de Honor "Municipalidad de la Ciudad de Buenos Aires" de ese año. Equipo de aquel año: Carlos Recanatini; Ernesto Vieyro y Humberto Juan Recanatini; Crescencio Jaureguizar, Bernardo Savio y Eusebio Emilio Goicoechea; Fernando Bianatti, Albérico Zabaleta, Ernesto Malbec, Oscar Castro y José Juan Adet. Pierde con Boca 2 a 0 en la segunda rueda. En 1920 también juega la Copa Competencia y llega a la final perdiendo con Rosario Central por 2 a 0 en el estadio de GEBA. A fines de este año pierde la cancha en Villa Lynch.
Jugó la Primera División de la AAmF(Argentina) de 1921. Su debut fue contra Club Atlético Atlanta perdiendo 2 a 0. Aquel día formó con Miguel Mamone; Humberto Juan Recanatini y Ernesto Vieyro; Julio Ronzoni, Eusebio Emilio Goicoechea y Pedro Pisa; Juan Pisa, Antonio Rodríguez, Francisco Pisa, Ceferino Adet y José Adet. Este año varias veces hizo de local en Estudiantil Porteño en Avenida Gaona (Hoy Díaz Vélez y Campichuelo), muy cerca de su estadio.
En 1922 su debut fue contra Estudiantes de Buenos Aires ganado 1 a 0 como local en su estadio de Avenida Gaona. Guido Régoli; Ernesto Vieyro y Humberto Juan Recanatini; J. Giaché, Pascual Mazzotti y Simón Adet; Juan Pedro Bru, Adolfo Rodríguez, Juan Félix Maglio, Oscar Castro y José Adet.
En 1923 comienza con Sportivo Buenos Aires el Campeonato de Primera División 1923 de la AAmF. ganándole por 2 a 0 en el Viejo Gasómetro. Aquella vez fueron de la partida: Sixto J. Zelis; Bernardo Barricala y Ernesto Vieyro; Simón Adet, Mateo Fernández y Luis Julio Bizzozero; Juan Pedro Bru, Adolfo Rodríguez, Humberto Juan Recanatini, Adriano Vitali y José Adet.
En 1924 juega el Campeonato de Primera División 1924 de la AAmF. Su debut fue derrota como local con Sportivo Palermo por 2 a 1. Formó con Maximiliano Colás; Bernardo Barricala y Humberto Recanatini; Mateo Fernández, Eusebio Emilio Goicochea y Simón Adet; Juan Bru, Julio Nieves, Gerónimo Uriarte, Adriano Vitali y José Adet. En la Copa Competencia de aquel año llega a la final contra Independiente. Ambos partidos ida y vuelta empatan y en el desempate en Platense (Manuela Pedraza y Avenida Crámer), los de Avellaneda ganan 1 a 0. Aquella vez salieron a la cancha: Maximiliano Colás; Ernesto Vieyro y Humberto Recanatini; Eusebio Goicoechea, Mateo Fernández y Simón Adet; Antonio Rodríguez, Gerónimo Uriarte, Adriano Vitali, José Juan Adet y Francisco Olivetto.
En 1925 cumple una excelente campaña en Primera División saliendo tercero con 32 puntos a siete de Racing Club que fue campeón.
Alberto Miceli; Ernesto Vieyro y Humberto Recanatini; Luis Bizzozero, Alejo Marchesse y Eusebio Goicochea; E. Aguinaga, G. Uriarte, D. Lattari, A. Vitali y A. Bianchetti.

Profesionalismo y Ascenso a Primera División (1934-1938)
En 1934, se fusionaron la Asociación Argentina de Football (Amateurs y Profesionales) y la Liga Argentina de Football, formándose la Asociación del Football Argentino, y el club quedó en segunda división.
Llegaría el campeonato de Segunda División 1937 que fue el primero en el profesionalismo en otorgar un ascenso, donde el tricolor haría lo suyo y se consagraria campeón al conseguir esos 26 puntos entre esos 16 partidos, siendo Juan Melgarejo el goleador con 11 tantos, consiguiendo el pase a la división de honor, y tener el logro de ser el primer equipo en conseguir ascender en la historia del profesionalismo.
En el Campeonato de Primera División 1938, con el tricolor ya en la máxima categoría por primera vez en la historia del profesionalismo, pero sin una localia fija, no fue sino hasta la octava fecha que llegaría el triunfo tras batir a Ferrocarril Oeste por 4 a 1, en el su momento, estadio de Velez Sarsfield, donde el club haria de local en la mayoría de los partidos, finalmente, el descenso no se hizo esperar, quedando penúltimo (16°) con 21 puntos, solo arriba de Talleres de Escalada quien también descenderia, en ese campeonato Ricardo Stagi sería el goleador de Almagro, con 17 goles en 27 participaciones, pero no se consiguió el objetivo de mantener la categoría y al año siguiente el club regresa nuevamente a la Segunda División.
Segunda División, mudanzas y primera vez en la C (1939-1962)
A fines de ese año donde Almagro se midió contra los poderosos también abandonó el predio de Parque Chas y comenzó a hacer de local hasta 1949 en el predio ubicado en las calles Fraga y Estomba (que antes habían usado Argentinos Juniors en la década del '20 y Colegiales en la del '30). Luego de su paso por la división mayor del fútbol argentino, en el retorno a la segunda, en lo que sería la Segunda División 1939, la gloria, se ubicaria en la séptima posición (7°), dejaría al tricolor fuera por 2 puntos de clasificar al torneo por el ascenso, desde entonces, en adelante serían pocos serían los casos en donde se jugaría el ascenso.
Para mediados de los años 50', concretamente, en la Primera B 1956, sin una campaña llamativa, quedando en mitad de tabla, sería la inauguración de su propio estadio, frente a Banfield en la tercera fecha, en un partido de locura en donde el local lo ganaba por 2 a 0, pero la visita terminó por dar vuelta y culminar el partido en el final por 3 a 2 en contra del tricolor, pero el resultado sería lo de menos, al haberse inaugurado aquel 7 de abril de 1956, en su momento el llamado Campo de Deportes de Villa Raffo, hoy llamado Tres de Febrero, con una capacidad de casi 20.000 espectadores, ubicado en el partido conurbanense del mismo nombre. Con campañas que no tendrían la gloria pero tampoco la pena, llegó el día, lamentablemente, en la Primera B 1962, luego de veinticuatro temporadas consecutivas en la división, finalizó penúltimo (17°) con 24 puntos, ademas de quedar muy mal en la tabla de descenso , quedo debajo de Excursionistas, quien sería el último lugar y otro descendido, lo que supuso por primera vez, el descender a la tercera categoría del fútbol argentino.
Del fondo a la puerta de la gloria (1963-1970)
Para la temporada de Primera C 1963, el tricolor se ubicó con 47 puntos, en la tercera posición (3°), detrás de Villa Dalmine y All Boys. pero ascendió a segunda división debido a una reestructuración que permitió subir finalmente a ocho equipos de la divisional. El tricolor hubiera estado dentro de los clasificados por mérito deportivo, pero también ascendieron a dedo a varios equipos, por lo que nuevamente volvería a la división de plata.
Nuevamente en la antesala de las divisiones del fútbol, la temporada de la Primera B 1964, el ascenso estuvo a poco y nada de ser tricolor al empatar en segundo puesto (2°) en 14 puntos junto a otros cuatro equipos, pero ya en la ronda desempate, no hubo fortuna al ser Platense, el ganador del ascenso.
Sin pena ni gloria en el posterior año, ya en la Primera B 1966, se clasificó al torneo reducido por un segundo ascenso, en donde el tricolor comenzó directamente en cuartos de final donde venció a Tigre, pero cayó en la semifinal frente a Nueva Chicago al perder tras un 3 a 1 en contra en el global.
En la Primera B 1967, al haber quedado escolta de su zona, disputó la reclasificación, donde por tan solo un punto, teniendo chances de ascender hasta la última fecha, ilusión que se vio trunca al caer de local contra Argentinos Juniors, no se logró el tan ansiado sueño, un año más tarde, en la Primera B 1968, el conjunto de Tres de Febrero, se consagraria campeón por sus 26 puntos, sin embargo, gracias al formato que dominaba esos años en el ascenso, disputó un torneo de reclasificación junto a varios equipos de la categoría superior y la propia, en donde la suerte no estuvo presente al quedar en los últimos puestos y el ascenso no pudo ser escrito.
En la Primera B 1970, quedaría en mitad de tabla pero dentro del torneo reclasificatorio por tan solo 2 puntos, por lo que debió disputar una reclasificacion entre la Primera B y Primera C, donde los resultados no acompañaron y debió abandonar la segunda división al descender a la Primera C.
Vuelta a la B y poca trascendencia (1971-1981)
Ya en la tercera categoría, la Primera C 1971, recibía al tricolor de buena manera al terminar puntero con 61 puntos sobre 4 de su escolta, Tigre, lo que significó ser el campeón y volver a retornar la antesala del fútbol argentino, después de un corto lapso en la categoría. 
Volvería a la división de plata del futbol en la Primera B 1972, pero sin ser un gran participe en la divisional por varias temporadas. 
En la Primera B 1976, tras quedar quinto (5°) en la tabla, la clasificación al torneo reducido por un ascenso a la máxima categoría quedaría a tan solo un punto al cosechar 7 puntos frente al ascendido Platense con 8 puntos quedándose a las puertas en la última fecha, en donde dependia de ciertos resultados, de jugar la división más grande del fútbol argentino. 
Un año después, en la Primera B 1977, sería todo lo contrario, con una muy mala temporada tricolor habría dos caras de la moneda, donde el clásico rival del club conseguiría el campeonato, y en la otra cara, el club empata con 31 puntos el último puesto de descenso con Talleres de Escalada, por lo que se disputó un partido desempate por el cuarto descenso en el Viejo Gasometro, dando una buena victoria por 3 a 1 en un año tan malo, salvándose así del descenso. 
Tras varias temporadas donde la pena y la gloria no dirían presentes, llegó la Primera B 1981, luego de nueve años en segunda división, en una muy mala campaña tras 42 fechas y quedar último entre veintidós equipos cosechando  tan solo 28 puntos, el club desciende a la Primera C, la división sombra de la segunda del fútbol argentino.
Protagonista y campeón invicto (1982-1996)
Ya en la categoría de bronce, la Primera C 1982 dejaría al tricolor con la ilusión esfumada, donde en su Zona B, quedaría puntero con 46 puntos, clasificado al torneo octogonal por un segundo ascenso, ya en este torneo, los cuartos de final serían para el tricolor al vencer en un global de 2 a 1 a Flandria, accediendo a las semifinales donde esperaría San Telmo, tras una ida sin goles, la clasificación a la final vendría gracias a un 3 a 1 a favor como local, pero ya en esta instancia definitiva, el conjunto rosarino de Central Córdoba apabulló como local con un fuerte 4 a 0, dejando ventaja en la vuelta en donde daría la vuelta olímpica en Villa Raffo tras volver a ganar por 3 a 2, dejando así al tricolor, sin ascenso de su lado.
Ya en las próximas dos temporadas el desenlace lo dejaría al club puntero en su zona de cada año, pero ya en el torneo octogonal, perdería con los ganadores del ascenso de cada año, Talleres de Escalada, y Villa Dálmine, respectivamente en 1983 y 1984.
En la Primera C 1985, hasta entonces tercera división, mediante la tabla de posiciones, el conjunto tricolor disputaría el torneo reducido en donde en cuartos de final frente a Excursionistas, clasificaria a semifinales al ganarle por 2 a 1, despachando con un sobresaliente 3 a 0 a Ituzaingó para disputar la final del segundo ascenso con Armenio donde caería por 4 a 2, quedando fuera de las puertas del ascenso.
Luego de la reestructuración en el ascenso argentino, en donde la Primera C pasaría a ser la cuarta categoría del fútbol argentino, la temporada de la Primera B 1986-87, como la nueva tercera división, sin pena ni gloria, el tricolor quedaría lejos de un ascenso. 
Ya en la Primera B 1987-88, quedaría puntero con 38 puntos pero con el mismo puesto compartido con Talleres de Escalada, por lo que se disputó una única final por el campeonato en el estadio Tomás Adolfo Duco, con una gran cantidad de hinchas tricolores, empatando a un tanto pero perdiendo por penales por 5 a 3, ya en el zonal sudeste por otro ascenso, quedaría sin gloria en semifinales frente a Estación Quequén por penales.
Recién en la Primera B 1990-91, se volvería a soñar, donde el club sería el subcampeón a tan solo un punto del lider y campeón, Central Córdoba de Rosario, pero disputando el zonal sudeste aunque quedaría eliminado frente a Gimnasia de Mendoza con un global de 4 a 2 en contra.
Una temporada después, el ascenso en la Primera B 1991-92 quedaría en cenizas al perder en semifinales del zonal noroeste frente a Gimnasia de Jujuy con un global de 5 a 4 en contra, tras quedar cuarto en la tabla.
Desde entonces, en las temporadas subsiguientes no seria participe de la lucha por uno de los ascensos a la antesala del fútbol nacional.
En la Primera B 1995-96, sin pena ni gloria en el Torneo Apertura quedaría en mitad de tabla, aunque cambiaría la cara consagrándose campeón invicto en el Torneo Clausura con 42 puntos sobre 5 de su escolta, además de ser el equipo con más goles, por lo tanto, disputó la final por el campeonato con Sportivo Italiano, ganador del Torneo Apertura, empatando la ida y vuelta con un global de 1 a 1, por lo que se jugó un tercer partido desempate siendo ganador el equipo rival sobre un 2 a 0. Al ser perdedor de la final, clasificó de forma directa a semifinales del reducido ganándole a Talleres de Escalada con un global de 3 a 2, y así jugar la final contra el clásico rival, Estudiantes, en donde la ida hubo empate a 2, pero en la vuelta se sufrió una goleada de 5 a 1 en contra, perdiendo nuevamente una final. Pero una nueva reestructuración del fútbol argentino, se disputó un reclasificatorio en donde en la segunda ronda se venció en un global de 3 a 2 a Defensores Unidos, para finalmente en una tercera ronda, coronarse y golear en un global de 8 a 1 a Temperley para, al fin, ascender a la segunda categoría. 
Cuatro años le bastó (1996-2000)
Luego de volver a la segunda categoría del fútbol argentino en la Primera B Nacional 1996-97, sin pena ni gloria, en esos campeonatos eternos de la vieja categoría con varias fases e interminables etapas para ascender, sumada a la irregularidad del club, había rachas donde se disputaba el torneo reducido en donde el hincha tricolor se podía ilusionar, pero después una serie de resultados frente a Quilmes, tanto en la Primera B Nacional 1997-98, como en la Primera B Nacional 1998-99, se quebraba esa ilusión de volver a ver al club codeándose con los grandes del fútbol nacional.
El nuevo milenio le deparaba al tricolor el tan ansiado ascenso a Primera División, que se dio en la Primera B Nacional 1999-00, tras ser el cuarto ubicado (4°) entre dieciocho equipos de la Zona Metropolitana, lo que le permitió jugar el torneo reducido por el segundo ascenso, así en esa instancia, limpiando a Juventud Antoniana por un global de 7 a 4 en octavos de final, pero en la siguiente instancia perdería frente a Los Andes por un global en contra de 1 a 0, pese a perder con Los Andes en ese reducido por el segundo ascenso. Una nueva reglamentación aparecía en el fútbol argentino y era la famosa promoción en donde clasificaría mediante una extraña tabla de porcentajes, en la que Almagro enfrentó a Instituto de Córdoba por ser el cuarto con mejor coeficiente tras Huracán y Los Andes (ascenso directo para ambos) y Quilmes (que disputaría la otra promoción por perder la final por el segundo ascenso en manos de Los Andes). Finalmente, ya en la novedosa promoción, el 20 de julio de 2000 en condición de local el tricolor se impuso con gol de Francisco "Pancho" Maciel para llegar a favor con un 1 a 0, y tres días después en Alta Córdoba se logró el tan recordado ascenso del 23 de julio de 2000 al empatar 1 a 1 y ascender por un global a favor de 2 a 1, tomando dicha fecha en el que posteriormente se conmemoraría el Día del Hincha de Almagro.
Retorno a Primera y vuelta a la B (2000-2004)
Nuevamente, el conjunto tricolor volvía a la máxima categoría, siendo en la Primera División 2000-01, donde volvió a codearse con los grandes del fútbol argentino, por motivos del formato, el campeonato se dividió en dos torneos, Apertura y Clausura. En el torneo Apertura 2000, no cumplió un buen papel y, a pesar de haberle convertido cuatro goles a River Plate en la fecha 17, no fue hasta la fecha siguiente que llegó la primera victoria del campeonato, de visitante ante Vélez, resultando antepenúltimo (18°), terminando con tan solo dos victorias, complicado con el promedio del descenso y habiendo disputado todos sus partidos en el estadio Arquitecto Ricardo Etcheverri de Ferro por encontrarse su estadio en remodelaciones. En el torneo Clausura 2001, ya pudiendo disputar los partidos en el estadio Tres de Febrero, todo cambió aunque ya fue tarde, una racha de ocho partidos invicto que incluyó la victoria ante un Boca Juniors que venía de ser campeón del mundo en Japón, una goleada 4 a 0 como visitante en Avellaneda a Racing, haberse posicionado en el quinto puesto (5°) en la decimotercera fecha pero para finalmente haber conseguido la décima posición (10°) en la tabla, no se impidió un final anunciado, la zona de descenso directo en las últimas tres fechas (donde hubo una sospechosa victoria de Belgrano en el Amalfitani), lo que generó un retorno a la Primera B Nacional, luego de una temporada.
En el regreso a la segunda categoría de la Primera B Nacional 2001-02, con un nuevo formato agregando los torneos Apertura y Clausura, el tricolor quedaría en la veintiuna posición (21°) de veinticuatro, debido a una decimosexta posición (16°) en el Apertura 2001, y una última posición (8°) en su grupo C del Clausura 2002, quedando lejos del ascenso a la máxima categoría y cerca del descenso a la Primera B Metropolitana, que lo condicionó para el futuro.
Al año siguiente, ya en la temporada de la Primera B Nacional 2002-03, se logró una sexta posición (6°), luego de quedar en la novena posición (9°) del Apertura 2002, y quinto (5°) en el Clausura 2003, sin embargo quedó fuera del cupo por disputar la promoción contra Talleres de Córdoba, siendo ocupado este por San Martín de Mendoza, por la falta de tres puntos, pero de igual manera alejándose del descenso por promedios a la Primera B Metropolitana.
La temporada de la Primera B Nacional 2003-04 comenzó de manera irregular, en las últimas posiciones del Apertura 2003, quedando en el decimosexto puesto (16°), pero ya en el Clausura 2004 contra todos los pronósticos, el club logró el título al vencer a Defensa y Justicia como visitante en Florencio Varela, bajo la conducción técnica de la dupla Enrique Hrabina-Juan Amador Sánchez. Debido a ser el ganador del torneo Clausura, disputó la final por el título y ascenso frente a Instituto (Campeón del Apertura 2003), en la ida el club saldría victorioso tras ganar por 1 a 0 de local, pero se darían vuelta los papeles en la vuelta, con derrota por 2 a 0 en Córdoba, el equipo cordobés ascendió con gol de oro en el alargue, lo que hizo que el tricolor dispute la serie por el segundo ascenso frente al mejor ubicado en la tabla general, esta vez fue el turno de enfrentar a Huracán de Tres Arroyos, otra vez definiendo de visitante, con un victorioso 2 a 0 en la ida de local y un 0 a 2 en contra en el sur de la provincia, resultados que condujeron a los penales, donde el arquero tricolor Martín Bernacchia se lució al tapar el último penal y logró hacer realidad el sueño de un nuevo ascenso a la máxima categoría.
La ilusión duró poco (2004-2009)
La nueva temporada de Almagro en el fútbol grande de la Argentina se dio con una particularidad no menor: el tricolor disputó por primera vez todos sus encuentros de local en su estadio de Marcelo T. de Alvear y Rotarismo Argentino. La Primera División 2004-05 con el mismo formato, el Apertura 2004 comenzó con resultados favorables, destacando el triunfo por la décima fecha en el estadio Monumental como visitante por 2 a 0 contra un River que venía invicto y defendía la corona, siendo el primer equipo recién ascendido en conseguir una victoria de esas características, aunque el campeón de ese torneo fue Newell's, quien fue derrotado tres veces, una de ellas en Villa Raffo por 1 a 0, en este torneo, el tricolor terminó en la decimoséptima posición (17°). El Clausura 2005 tuvo varias goleadas en contra, lo que generó la renuncia de la dupla técnica que consiguió el ascenso, y apenas para destacar las victorias como local ante San Lorenzo 3 a 1 y Boca Juniors 3 a 2 en la última fecha, finalmente y con un sabor amargo, el club finalizó en la decimonovena posición (19°), por pocos puntos de la última posición, lo que generó el descenso directo a la segunda división, dejando así, otra temporada en la máxima categoría. 
En el campeonato de la Primera B Nacional 2005-06, en el Apertura 2005 de segunda categoría, tuvo como protagonista nuevamente al tricolor, siendo subcampeón tras Godoy Cruz quedandose a cinco puntos del campeón del torneo, pero decayendo notablemente en el Clausura 2006 siguiente alcanzando una vergonzosa décima octava posición (18°), quedando en la décima posición (10°) en la tabla anual, a tres puntos del reducido, lejos de lo que se esperaba del elenco de Villa Raffo, fuera de cualquier chance de ascenso.
En el campeonato de la Primera B Nacional 2006-07, el último torneo de campeonatos cortos denominados "Clausura" y "Apertura", y del público visitante en el ascenso, encontró a Almagro nuevamente rondando el fondo de la tabla en el Apertura 2006 (17°), y levantando su performance en el Clausura 2007, donde en este terminó séptimo (7°), y terminando la última fecha contra Ferro con incidentes y reducción de puntos para la temporada siguiente (3 puntos) dejando al tricolor lejos del ascenso y descenso.
La vuelta de los campeonatos largos en la Primera B Nacional 2007-08, no benefició para nada el andar del equipo tricolor, donde se consiguió un intrascendente puesto catorce (14°) con 43 puntos a lo largo del torneo, que dejaba intranquilo al simpatizante del equipo tricolor, porque volvía a mirar la tabla de promedios en vez de la de puntos, la cuál haría su trabajo en la próxima temporada. 
En el campeonato de la Primera B Nacional 2008-09, los fantasmas cobraron vida, y cobraron varios años de despilfarro en jugadores con salarios altos y con rendimientos mediocres. El equipo terminó con 18 derrotas sobre 38 partidos jugados, culminando en la última posición con tan sólo 32 puntos,  que hizo inevitable el descenso, a pesar de haber reforzado el plantel a mitad del torneo con algunos nombres propios de peso pesado como Román Díaz y la vuelta de José Ramírez bajo los tres palos, la tabla de promedios jugó en contra, con el segundo peor promedio por detrás de Talleres de Córdoba. 
Al borde del abismo, centenario, y una nueva ilusión (2009-2015)
La crisis institucional del club se trasladó al ámbito deportivo, con el descenso desde la B Nacional en 2009, conformando un equipo nuevo de bajo presupuesto pero con la vuelta de dos referentes históricos como Figueroa y Yaqué. Ese primer campeonato 2009/10, dividiendo por un solo campeonato, se consiguieron apenas 44 puntos en 40 partidos, lo que supuso ser el segundo peor promedio de la categoría y obligando a disputar al tricolor la promoción contra Talleres de Escalada, de la Primera C. Con un global de 4 a 0 a favor, Almagro se mantiene en el tercer escalafón y sigue sin conocer la cuarta división en toda su historia.
En 2010 se produjo una renovación de autoridades, asumiendo la presidencia del club Juan Carlos Carinelli. Otra vez con un equipo gasolero, en la Primera B Metropolitana 2010-11, se logra cierta estabilidad en la categoría, una mitad de tabla decente con el undécimo puesto (11°) pero no se ingresa al ansiado torneo reducido por 2 puntos, para poder disputar un ascenso, finalizando una temporada donde sería el centenario del club.
La temporada de la Primera B Metropolitana 2011-12, se encuentra al tricolor sin la necesidad imperiosa de cosechar puntos mirando para abajo, pero el club se queda a un punto del reducido con 54 puntos y en la décima posición (10°), volviendo nuevamente a conseguir una mitad de tabla intrascendente y fuera de todo, en la Copa Argentina 2011-12, por la clasificación a la ronda final, tuvo que comenzar en la segunda eliminatoria ganando por penales 5 a 4 a Midland luego de finalizar en un empate sin goles, lo que le permitió jugar la cuarta eliminatoria dónde caería por 1 a 0 frente a Defensores de Belgrano. 
En el campeonato de la Primera B Metropolitana 2012-13, la primera rueda fue mala, desfilando en los últimos lugares de la tabla de posiciones, sin embargo para la segunda mitad se contrató como director técnico a Carlos Mayor, quien realizaba sus primeras armas como entrenador profesional. El equipo levantó su juego y resultados, y finalizó en la cuarta posición (4°) tras ganarle a Chacarita como local por 3 a 0 en lo que suponía un mano a mano para el ingreso al Reducido por el segundo ascenso. En la serie de semifinales el rival fue Atlanta con un 1 a 1 en Villa Raffo; y 0 a 2 con victoria visitante en Villa Crespo, y en la final con Brown de Adrogué, con el que se perdió el ascenso por penales en el estadio Tres de Febrero tras repetirse el resultado que en Adrogué, 2 a 0 a favor de quien jugó de local. Por la copa nacional de la temporada, la Copa Argentina 2012-13 en la segunda eliminatoria resultó victorioso por 1 a 0 frente a Sacachispas, clasificando a la quinta eliminatoria dónde caería por 1 a 0 frente al CADU (Defensores Unidos).
La ilusión de ese torneo anterior cargó de responsabilidades al elenco que disputó el campeonato de la Primera B Metropolitana 2013-14, bajo la conducción del mismo cuerpo técnico, pero en medio de una nueva crisis económica e institucional, apenas se consiguió una duodécima posición (12°), lejos del reducido por el segundo ascenso y de la clasificación a la Copa Argentina 2013-14, luego de perder por penales frente a Deportivo Armenio. Para ese entonces se realizan unas nuevas elecciones en el club, donde el oficialismo de ese entonces presentó un candidato originario de la política distrital en un clima enrarecido por alteraciones en los padrones,[2] y fue derrotado por el hijo del expresidente Jorge Romeo, Julián Romeo. 
En el Torneo de Transición 2014, de la sdgunda mitad del año, Almagro conformaba la zona B , donde sale último de la zona y de la tabla general, con sólo 14 puntos, comenzando allí una racha de partidos sin ganar, histórica para el club, consiguiendo la última victoria el 25 de agosto contra Platense de visitante en Vicente López por 0 a 3, además de perder en la segunda eliminatoria en el clásico frente a Estudiantes por 1 a 0 por la Copa Argentina 2014-15.
Para el campeonato de la Primera B Metropolitana 2015, en su formato año calendario, se arrastraba esa racha de dieciséis partidos sin ganar desde el torneo anterior, la que se le sumaron las primeras doce fechas de este, totalizando veintiocho partidos sin conocer la victoria. El fin del martirio se consiguió un 2 de abril, nuevamente frente a Platense, poco más de siete meses después. Ya bajo la conducción de Fernando Ruiz, el equipo fue irregular la primera mitad del torneo, pero luego se afianzó la idea y se consiguieron grandes resultados y por momentos un juego vistoso, trepando a un puesto que le permitió disputar el reducido, un sexto puesto (6°) sobre 22 participantes.
Vuelta a la Primera B Nacional (2016-2019)
El 7 de diciembre de 2015 se concretó el ascenso de Almagro a la Primera B Nacional luego de deambular seis años y medio por la Primera B Metropolitana, ganando con autoridad el reducido por el segundo ascenso para acompañar a Brown de Adrogué a la segunda división del fútbol argentino, el torneo transición de la Primera B Nacional del año siguiente. Siendo el sexto clasificado, enfrentó en cuartos de final a Atlanta a partido único en condición de visitante ganando por 2 a 1, a Estudiantes en el clásico bajo las mismas circunstancias de visitante dando vuelta el resultado y ganando por 3 a 1, y con suspensión del partido por incidentes de la parcialidad local, y en la final en serie de ida y vuelta al Deportivo Morón goleando por 4 a 0 local y 1 a 1 en Morón, consiguiendo el ascenso en un global de 5 a 1.
En el Torneo de Transición de 2016 el equipo consiguió buen rendimiento colectivo, desinflándose hacia las últimas fechas, pero logrando una mitad de tabla aceptable que sirvió para tener un buen colchón de puntos pensando a futuro en los promedios, quedando en la duodécima posición (12°) con 28 puntos. El campeón fue Talleres de Córdoba, al que se enfrentó de igual a igual en Córdoba consiguiendo un empate que pudo ser victoria. En cambio, en el ámbito de la Copa Argentina 2015-16 llegó a los octavos de final donde cayó por 2 a 0 frente a Juventud Unida de Gualeguaychú, tras eliminar por penales por 5 a 4 tras un empate 1 a 1 frente a Laferrere en dieciseisavos de final, luego de comenzar en treintadosavos de final ganando por 1 frente a Colón. 
Sobre el campeonato de la Primera B Nacional 2016-17, nuevamente se consiguió el mismo resultado ubicándose en la undécima posición (11°) sobre 23 equipos, con 60 puntos en un frenético campeonato de 46 fechas (44 partidos disputados por equipo con dos fechas libres), en donde en una misma temporada el tricolor sumaria cinco directores técnicos (Felipe De la Riva, Carlos Mayor, Jorge Jiménez, Edgardo Martini, y Alfredo Grelak). En la Copa Argentina 2016-17, perdió frente a Atlético de Rafaela por 1 a 0 en los treintadosavos de final 
El año 2018, en el campeonato de la Primera B Nacional 2017-18, se encontró a un Almagro a las puertas de la hazaña, habiendo perdido la final por el campeonato y consecuente ascenso a Primera División a manos de Aldosivi, en un 3 a 1 en un encuentro desempate disputado en cancha de Arsenal. La tabla de posiciones igualó a estos dos equipos en la cima, con 41 puntos, siendo que, si se hubiera tomado como criterio de desempate enfrentamientos entre sí o diferencia de goles, el ascenso hubiera sido para el tricolor, pero la reglamentación del campeonato instó a esa recordada final. Al perder el desempate, el tricolor por reglamento debió disputar el reducido por el segundo ascenso perdiendo de local 2 a 0 frente a Agropecuario. En la Copa Argentina 2017-18 venció por 1 a 0 a Gimnasia de Jujuy, avanzando hasta dieciseisavos de final donde salió victorioso por 2 a 0 frente a Cipolletti, para culminar su participación en la copa en octavoa de final frente al que resultaría campeón, Rosario Central, dónde tras un empate 1 a 1, perdió en los penales por 5 a 4.
Bajo la conducción de Gastón Esmerado se logró alcanzar el cuarto puesto (4°) de la tabla final en el campeonato de la Primera B Nacional 2018-19, clasificando al reducido por el segundo ascenso y enfrentando en cuartos de final a Gimnasia de Mendoza, donde clasificaria a la siguiente fase por ventaja deportiva en un global de 3 a 3, y en semifinales caería contra quien lograría obtener el segundo ascenso, Central Córdoba de Santiago, perdiendo ambos partidos por 2 a 1, siendo el último partido, el más polémico. 
El semestre siguiente, luego de eliminar a Atlético de Rafaela por los treintadosavos de final de la Copa Argentina, el tricolor enfrentó a Boca Juniors en La Plata por los dieciseisavos de final de, derrotándolo por penales luego de un empate en 1 a 1, en lo que sería el debut de Daniele De Rossi, lo que hizo que en octavos de final se enfrente en Rosario a Talleres de Córdoba derrotándolo por 1 a 0, avanzando hasta cuartos de final, primera vez que accede a esta instancia, donde enfrentaria a River Plate, que doblegó al tricolor por un modesto 2 a 0 en Mendoza, abusando de la forma física de los de Ingenieros, puesto que el encuentro se disputó cuatro días después de jugar el partido de octavos tantas veces postergado por la organización de la copa, terminando así la participación en la copa nacional. 
En el campeonato de la Primera Nacional 2019/20 la situación fue completamente inversa, peleando los últimos puestos de la tabla tras un pésimo arranque, hasta que la por la pandemia se decretó la anulación del campeonato y la creación de uno de formato distinto, donde el tricolor no pudo avanzar por diferencia de gol a la siguiente fase.
Actualidad (2020-)
En el campeonato de la Primera Nacional 2020, comenzado el 28 de noviembre debido a la pandemia de covid-19, en el ámbito deportivo, el equipo debió disputar la segunda fase de la clasificación para el segundo ascenso debido a quedar en el 13° puesto en el campeonato 2019/2020 suspendido por la pandemia ya mencionada, el equipo se ubicó en la zona B, en donde de ocho equipos solo clasificaron los primeros dos, a pesar de realizar una buena campaña debido a que de los siete partidos disputados, el equipo ganó cuatro y perdió los tres restantes cosechando 12 de 21 puntos  posibles, quedó en el 3° puesto por delante de Quilmes e Instituto, antes de comenzar la última fecha, el equipo se ubicaba en el 1° puesto y solo dependía de sí mismo debido a que tendría que recibir a Chacarita que se encontraba último y solo se necesitaba un empate para clasificar sin importar los demás resultados, finalmente perdió por 2 a 0 y se terminó una ilusión.
En el campeonato de la Primera Nacional 2021, el equipo comandado por Fabián Lisa se ubicó en la zona B que la conformaba junto a otros diecisiete equipos, aunque pasó sin pena ni gloria, aunque en varios momentos del campeonato logró posicionarse entre los mejores, finalmente se quedó en la mitad de tabla en el 9° puesto cosechando 43 de 102 puntos en 34 partidos, ganando solo 11 y perdiendo en 13, quedándose así, sin ascenso y sin clasificación a la Copa Argentina 2022, solo con el consuelo de tener a Nicolás Servetto, su goleador con 13 tantos, entre los mejores cinco goleadores del campeonato.
En el campeonato de la Primera Nacional 2022, con un nuevo formato, el equipo comenzó victorioso al mando de Walter Perazzo que luego dejaría el cargo de director técnico en la séptima fecha, siendo reemplazado por Norberto Paparatto a partir de la octava fecha, en el torneo se logró un buen papel quedando así en el 8° puesto, logrando así clasificar a la Copa Argentina 2023 y al reducido por el segundo ascenso, en este último, en octavos de final el conjunto de Norberto Paparatto quedó eliminado frente a Independiente Rivadavia al perder por 2 a 1 en condición de local, finalizando así otro campeonato en la segunda división en donde cosechó 57 de 108 puntos en 36 partidos.

## Rivalidades

### Clásico de Tres de Febrero
Su clásico rival es el Club Atlético Estudiantes, con quien tiene en conjunto, el clásico de Tres de Febrero, al pertenecer ambos al Partido de Tres de Febrero, y tener entre sus estadios una distancia de poco más de un kilómetro y medio, además es uno de los clásicos más importantes y antiguos del ascenso en el fútbol argentino. En la historia del clásico, se disputó entre las tres primeras divisiones, además de enfrentarse en dos copas nacionales, teniendo un total de 108 partidos entre sí, con un saldo a favor por 35 victorias del "Tricolor", sobre 32 victorias del "Pincha", con otros 41 empates, siendo el último partido entre ambos en la Primera Nacional 2024, con un empate a uno, siendo así, una ventaja en el historial por 3 partidos.
| Competición                  | Partidos Jugados | Ganados Almagro | Partidos Empatados | Ganados Estudiantes | Goles de Almagro | Goles de Estudiantes |
| ---------------------------- | ---------------- | --------------- | ------------------ | ------------------- | ---------------- | -------------------- |
| Primera División             | 18               | 7               | 7                  | 4                   | 27               | 21                   |
| Segunda División             | 52               | 18              | 21                 | 14                  | 94               | 79                   |
| Tercera División             | 35               | 9               | 13                 | 13                  | 37               | 47                   |
| Copa Competencia Jockey Club | 1                | 1               | 0                  | 0                   | 2                | 0                    |
| Copa Argentina               | 1                | 0               | 0                  | 1                   | 0                | 1                    |
| Total                        | 108              | 35              | 41                 | 32                  | 160              | 148                  |

### Otras rivalidades
También comparte una  rivalidad con:
Nueva Chicago: Con el "Torito", tiene una gran rivalidad debido a la gran cantidad de partidos entre sí, además de varios incidentes entre ambas hinchadas cuando aún había parcialidad visitante en los partidos.[cita requerida] El historial entre sí, es numeroso por los 128 partidos, con un saldo victorioso para el "Tricolor" con 46 victorias sobre 44 victorias del conjunto verdinegro, y los 30 empates.
Morón: La rivalidad entre ambos conjuntos proviene de la cercana distancia al pertenecer los dos al oeste del conurbano, sin contar la cantidad de incidentes que ocurrían dentro y fuera de los estadios, además de la final de la Primera B Metropolitana 2015, en donde se enfrentarían ambos en la final por el ascenso, donde resultó victorioso el "Tricolor". El historial de 77 partidos, con 20 empates de por medio, da con 26 victorias tricolores sobre las 31 victorias del "Gallo".
All Boys: Esta rivalidad entre el "Tricolor" y el "Albo", se remonta hace varias décadas en donde al enfrentarse entre sí, ambos llevaban una caravana de hinchas como visitantes, por lo que de por medio, siempre había algún que otro incidente, pero que no afectó al extenso historial de 102 partidos, donde los números son muy equitativos con 35 victorias de Almagro, 34 victorias blanquinegras, y 33 empates, sin mucha diferencia.
Además, otras rivalidades tradicionales con:
Chacarita Juniors, San Miguel, Laferrere, y Excursionistas.

## Amistades

### Amistad con elCADU
La amistad de Defensores Unidos y Almagro nació el 10 de abril de 1982. Se enfrentaban estos dos equipos en Zárate. Los micros de la hinchada del tricolor se desviaron y fueron a parar cerca de la tribuna local. Las hinchadas acordaron cantar durante el partido en contra del gobierno militar y la guerra de Malvinas. El encuentro comenzó y las dos hinchadas empezaron a corear diversas canciones con el motivo acordado. Desde allí en adelante, hinchas del tricolor asisten a partidos del CADU y viceversa, así como los dirigentes de ambos clubes. Hay murales y banderas en honor a la hermandad entre ambos clubes, camisetas alternativas que hacen alusión al otro, e incluso canciones que corean ambas hinchadas para alentarse entre sí.

### Amistad conGrêmio
Lo que une a Grêmio y Almagro, es más que una amistad, se trata de hermandad. Estos dos clubes comparten los colores, el estilo de la camiseta, y la pasión. Por esas razones, es frecuente ver en el Estadio Arena do Grêmio camisetas del club argentino, así como en el Tres de Febrero insignias del gaúcho. En la zona de José Ingenieros y Villa Parque Caseros aparecen pintadas que reflejan esta amistad. En la final de Copa Libertadores 2007 alcanzada por el equipo portoalegrense hubo gente de peñas almagrenses que viajaron a alentar en el partido que resultó derrota por 0-2 en la Bombonera (5-0 global a favor de Boca). Pese a esta desilusión, el encuentro sirvió para afianzar más aún los lazos que involucran a estas dos entidades. En el Newell's - Gremio por la Copa Libertadores 2014 más de 100 hinchas de Almagro viajaron a Rosario a alentar a Gremio, y en todos los partidos donde el tricolor gaúcho se presenta en Capital y Gran Buenos Aires se duplica esa cantidad de gente local, como en la final de Copa Libertadores 2017 que culminó con la tercera conquista de América.

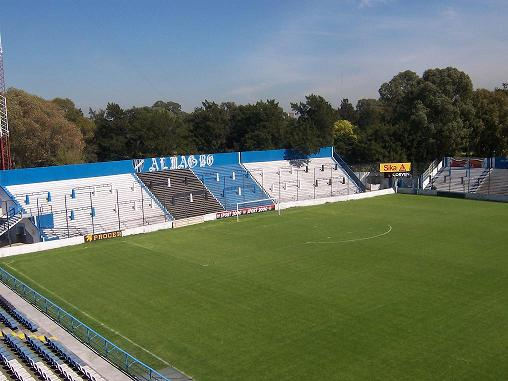
Estadio Tres de Febrero, la casa del Club Almagro desde 1956.

## Estadio
1917 - 1920 (Villa Lynch)
Luego de una intensa búsqueda de un estadio propio, se logró instalar el campo de juego en Villa Lynch (Hoy Sáenz Peña), más precisamente en las calles Ricardo Frías y Villa Lynch, a doscientos metros de la estación del Ferrocarril San Martín y a unas pocas cuadras del actual estadio del club.
1920 - 1927 (Parque Centenario)
Luego de tener su propio estadio en Villa Lynch (Hoy Sáenz Peña), el club debió mudarse hasta la Capital Federal, cercano a donde hoy estaría ubicada la sede social del club, y se logró asentar en Avenida Gaona 102 (entre las calles Amambay (actual Acevedo), Otamendi y San Eduardo (actual Aranguren)).
1927 - 1937 (Parque Chas)
El 13 de marzo de 1927 se inauguraba en el todavía despoblado barrio Parque Chas, ubicado entre las calles Gándara, Ginebra y Cádiz, con un partido frente a San Lorenzo de Almagro cayendo por 2-0, fue uno de los tantos estadios que el club tuvo en su historia. La localía de Almagro en este recinto duró diez años, los suficientes para echar raíces y decir que en la actualidad existe una gran cantidad de hinchas del club por estos lados. En 1930, el estadio fue reconocido por el diario La Nación como el sexto estadio con más capacidad (19.000), y en 1937 el club se convirtió en su estadio, en el primer equipo campeón del profesionalismo en lograr ascender a la máxima categoría.
1939 - 1949 (Villa Urquiza)
Luego de abandonar el predio de Parque Chas y deambular por distintos estadios (Utilizando en reiteradas veces el Estadio José Amalfitani), a fines de ese año donde Almagro se midió contra los poderosos, comenzó a hacer de local hasta 1949 en el predio ubicado en las calles Fraga y Estomba, a muy pocas cuadras de Parque Chas, utilizando parte de las viejas tribunas del estadio de River Plate (que antes habían usado Argentinos Juniors en la década del '20 y Colegiales en la del '30).
1956 - Hoy (Villa Raffo)
Su estadio denominado Tres de Febrero, ubicado en la localidad de Villa Raffo en el partido de Tres de Febrero, fue inaugurado el 7 de abril de 1956 bajo el nombre de Campo de Deportes de Villa Raffo en un partido frente a Dock Sud perdiendo por 3-2, con una capacidad para 19.000 espectadores, y se encuentra en la Avenida Marcelo T. de Alvear 2223, entre las calles Rotarismo Argentino, Salvador Poerio y Román Gómez, y está a tres cuadras la Autopista Avenida General Paz, a 25 minutos del Río de La Plata.
El estadio cuenta con:
• 12 cabinas de transmisión.
• 2 palcos preferenciales.
• 3 Vestuarios (Local, Visitante y Árbitros)
• Sala de control Anti-Dopaje
• Sala de recepción en zona de plateas.
• Sala de prensa.
• Boleterías para espectadores visitantes.
• 8 Boleterías para espectadores locales.
• Estacionamiento interno para micros.
Capacidad final: 19.000 espectadores

## Hinchada
La hinchada del club festeja el ser hincha del club el 23 de julio. Se lo nominó a este día debido al recordado ascenso a la primera división del año 2000, en donde el club debía disputar la promoción contra un equipo de la máxima categoría, el cual fue Instituto de Córdoba, se lo considera más que un ascenso debido al contexto que hubo antes y después de dicha promoción en donde mucho antes de jugar dicha promoción, el club debía disputar el reducido por el segundo ascenso, el cual perdió en semifinales contra Los Andes, esto significó la renuncia de su director técnico, Alberto Pascutti, y la licencia de todos los jugadores del plantel debido al receso entre temporadas, pero debido al reglamento de dicha temporada, el club debía disputar una promoción para conseguir el ascenso o quedar nuevamente a las puertas de alcanzar el dichoso logro, ya sin director técnico, se tuvo que llamar a un director técnico de emergencia (Mario Husillos) y a los jugadores de su receso, del cual, muchos habían terminado su contrato. Una nueva ilusión volvió a Villa Raffo: con una nueva chance del ascenso, al plantel se le sumó la motivación económica por parte de la diligencia en donde prometieron veinte mil pesos argentinos si se lograba el ascenso, ya todo preparado, la ida se disputó en el Estadio Tres de Febrero, en donde en un gran marco, el conjunto dirigido por Husillos logró convertir sobre la hora final del partido el 1 a 0 a favor del local convertido por Francisco Maciel, llegando así, tres días después a Córdoba con más ilusión, en donde esta vez el encuentro finalizó 1 a 1 con el gol convertido por Gustavo Villalba, volviendo el club a la máxima categoría luego de 63 años, recordando como el 23 de julio como el día del hincha tricolor.

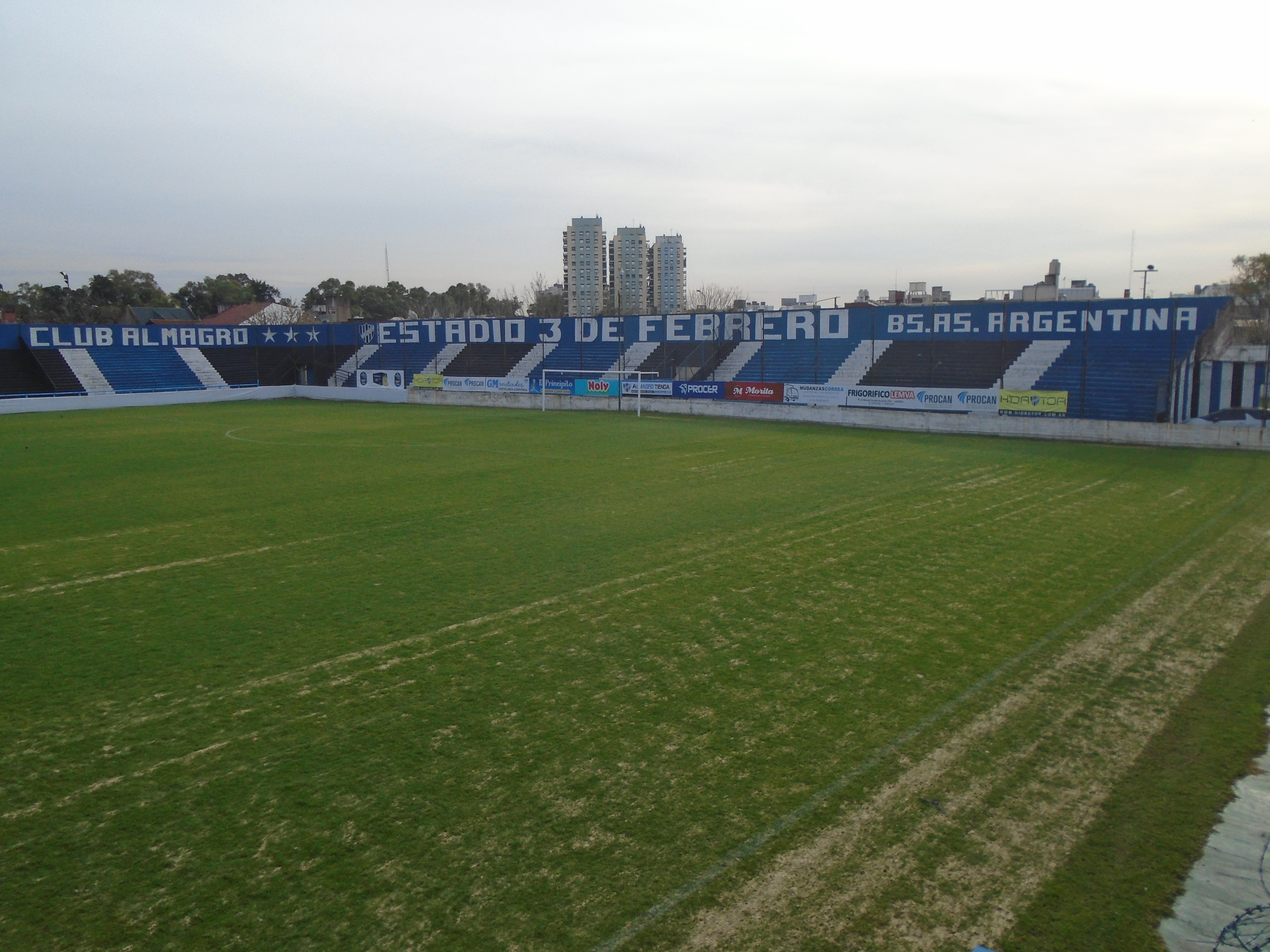
Estadio Tres de Febrero, vista oriental.

## Uniforme
- Uniforme titular: Camiseta con bastones verticales celeste y negro con franjas finas blancas entre ambos colores, pantalón negro y azul, medias azul y negras
- Uniforme suplente: Camiseta con diseño tipo cuadrillé celeste, hombros azul marino, pantalón blanco y celeste, medias blancas

### Evolución del uniforme

#### Uniformes titulares
| 1911-12 | 1913-16 | 1916-64 | 1965-66 | 1967-84 | 1985 | 1986-87 | 1987-89 | 1989-91 | 1991-93 | 1993-94 | 1994-95 |

| 1995 | 1996 | 1996-97 | 1997-98 | 1998-99 | 1999-2000 | 2000 | 2001-02 | 2002-03 | 2003-04 | 2004-05 | 2005-06 |

| 2006-07 | 2007-09 | 2009-10 | 2010-11 | 2011-12 | 2012 | 2013 | 2013-14 | 2014-15 | 2015-16 | 2016 | 2017 |

| 2017-18 | 2019 | 2020 | 2021 | 2022 | 2023 | 2024 | 2025 |

#### Uniformes Suplentes
| 1970 | 1971 | 1975 | 1976-85 | 1986-88 | 1988-89 | 1989-91 | 1991-92 | 1992-93 | 1993-94 | 1995 |

| 1995-96 | 1996 | 1996-97 | 1997-98 | 1998-99 | 1999-2000 | 2000 | 2001-02 | 2002-03 | 2003-04 | 2004-05 |

| 2005-06 | 2006-07 | 2007-09 | 2009-10 | 2010-11 | 2011-12 | 2012 | 2013 | 2013-14 | 2014-15 | 2015-16 |

| 2016 | 2017 | 2017-18 | 2019 | 2020 | 2021 | 2022 | 2023 | 2024 | 2025 |

#### Uniformes Terceros
| 1997-98 | 1999-2000 | 2000 | 2003-04 | 2009-10 | 2010-11 | 2011-12 | 2011-12 | 2015 | 2017 |

| 2021 | 2022 | 2023 |

### Indumentaria y patrocinador
| Período       | Logo | Proveedor       |
| ------------- | ---- | --------------- |
| 1980-1985     |      | Sportlandia     |
| 1986-1989     | -    | Fulvence        |
| 1989-1993     |      | Uhlsport        |
| 1993-1995     |      | Penalty         |
| 1995          |      | Puma            |
| 1995-1996     | -    | Team Foot       |
| 1996-1997     | -    | Energy          |
| 1997-1999     |      | Reusch          |
| 1999-2000     |      | Dana            |
| 2000-2002     |      | Mebal           |
| 2002-2006     |      | Sport 2000      |
| 2006-2009     |      | Mitre           |
| 2009-2013     |      | Dana            |
| 2013-2016     | -    | Sport Lyon      |
| 2017-2018     | -    | Rodano          |
| 2019-2021     |      | Retiel          |
| 2022-2023     | -    | Sport Lyon      |
| 2024          |      | Il Ossso Sports |
| 2025-Presente | -    | Angexia         |

| Período       | Patrocinador                        |
| ------------- | ----------------------------------- |
| 1983-1985     | Lácteos Manfrey                     |
| 1986-1989     | Fulvence                            |
| 1989-1990     | Supermercado Mayorista Acceso Oeste |
| 1990-1991     | Helueni Sport                       |
| 1991-1992     | Supermercado Mayorista Diarco       |
| 1992-1993     | Ricardo Bonnano                     |
| 1993-1994     | Penalty                             |
| 1994-1995     | Daewoo Balán                        |
| 1995          | Medicorp                            |
| 1995-1997     | Inca Seguros                        |
| 1997-1998     | EPA Señalización Vial               |
| 1998-1999     | Remises Housell                     |
| 1999-2000     | Steck/Hotel Luey                    |
| 2000-2002     | Castell                             |
| 2002          | Sidra Rama Caída                    |
| 2003          | Liderar Seguros                     |
| 2003-2004     | Bingo Ciudadela                     |
| 2004-2006     | Liderar Seguros                     |
| 2006-2009     | La Nueva Seguros                    |
| 2009-2010     | Ninguno                             |
| 2010          | Empre                               |
| 2011-2012     | Bingo Ciudadela                     |
| 2013          | Bingo Ciudadela/Fiambres 214/Riosma |
| 2013-2014     | Bingo Ciudadela/Synergia Group      |
| 2014-2015     | Lotería de la Provincia             |
| 2015-2016     | Lotería de la Provincia/Sport Club  |
| 2016-2021     | Sport Club                          |
| 2021-2022     | Ninguno                             |
| 2023          | Magazzino                           |
| 2024-Presente | Cilbrake                            |

## Jugadores

### Plantel 2025
- Actualizado el 15 de febrero de 2025

- Los equipos argentinos están limitados a tener un cupo máximo de seis jugadores extranjeros, aunque solo cinco podrán firmar la planilla del partido

#### Altas
| Verano             |                |                                |          |
| Leandro Figueredo  | Defensa        | Huracán                        | Préstamo |
| Martín García      | Defensa        | Sarmiento de Junín             | Libre    |
| Marcos Pinto       | Defensa        | Brown de Puerto Madryn         | Libre    |
| Aldo Rimbelitti    | Defensa        | River Plate                    | Libre    |
| Ramiro Ríos        | Defensa        | Güemes de Santiago del Estero  | Libre    |
| Ulises Yegros      | Defensa        | Ferro                          | Préstamo |
| Tomás Castro Ponce | Centrocampista | River Plate                    | Préstamo |
| Ariel Cháves       | Centrocampista | Gimnasia y Tiro de Salta       | Libre    |
| Ángel González     | Centrocampista | Agente libre                   | Libre    |
| Carlo Lattanzio    | Centrocampista | Atlanta                        | Libre    |
| Maximiliano Luayza | Centrocampista | Brown de Puerto Madryn         | Préstamo |
| Facundo Quiroga    | Centrocampista | Atenas de Río Cuarto           | Préstamo |
| Julián Vitale      | Centrocampista | Alvarado de Mar del Plata      | Libre    |
| Lucas Baldunciel   | Delantero      | Temperley                      | Libre    |
| Nazareno Diósquez  | Delantero      | Ferro                          | Préstamo |
| Patricio Cucchi    | Delantero      | Agropecuario de Carlos Casares | Libre    |
| Thiago López       | Delantero      | Vélez Sarsfield                | Libre    |
| Axel Rodríguez     | Delantero      | Olimpo de Bahía Blanca         | Préstamo |
| Invierno           |                |                                |          |
| -                  | -              | -                              | -        |

#### Bajas
| Verano             |                |                                |                       |
| Alan Alegre        | Defensa        | Agente libre                   | Rescisión de contrato |
| Nahuel Basualdo    | Defensa        | Defensores Unidos              | Fin de contrato       |
| Denis Brizuela     | Defensa        | Agente libre                   | Rescisión de contrato |
| Facundo Díaz       | Defensa        | Patronato de Paraná            | Traspaso              |
| Luca Falabella     | Defensa        | Sportivo Ameliano              | Rescisión de contrato |
| Arian Giordano     | Defensa        | Sarmiento de La Banda          | Fin de contrato       |
| Francisco Mattia   | Defensa        | Agente libre                   | Rescisión de contrato |
| Matías Molina      | Defensa        | Agropecuario de Carlos Casares | Fin de contrato       |
| Joaquín Ibáñez     | Centrocampista | Comunicaciones                 | Rescisión de contrato |
| Thiago Mascarell   | Centrocampista | Villa Dálmine                  | Fin de contrato       |
| Mateo Montenegro   | Centrocampista | Nueva Chicago                  | Rescisión de contrato |
| Laureano Rodríguez | Centrocampista | Independiente Rivadavia        | Fin de contrato       |
| Gonzalo Silva      | Centrocampista | Fénix                          | Fin del préstamo      |
| Diego Vásquez      | Centrocampista | Agropecuario de Carlos Casares | Fin de contrato       |
| Alexis Cuello      | Delantero      | San Lorenzo de Almagro         | Traspaso              |
| Luís Leal          | Delantero      | Bentín Tacna Heroica           | Rescisión de contrato |
| Juan Mendoza       | Delantero      | Brown de Adrogué               | Fin del préstamo      |
| Laureano Troncoso  | Delantero      | Artigas                        | Rescisión de contrato |
| Franco Vedoya      | Delantero      | J.J. Urquiza                   | Fin del préstamo      |
| Invierno           |                |                                |                       |
| -                  | -              | -                              | -                     |

#### Cesiones
| Jugador          | Posición  | Destino                | Fin del préstamo |
| ---------------- | --------- | ---------------------- | ---------------- |
| Nicolás Servetto | Delantero | Gimnasia y Esgrima (M) | 31-12-2025       |

### Jugadores históricos
Julián José Armendariz. Partidos jugados: 358. Goles: 18. Es el jugador con más partidos jugados en el club.
Enrique Planisi. Partidos jugados: 303. Goles: 167. Es el jugador con más goles convertidos y el segundo con más partidos jugados en el club.
Carlos Alberto Yaqué. Partidos jugados: 152. Goles: 121 Es el tercer jugador con más goles en el club.
Luciano Martin Figueroa. Partidos jugados: 232. Goles: 91. Es el cuarto jugador con más goles y el tercer jugador con más partidos jugados en el club.
Héctor Hernán Scagliotti. Partidos jugados: 225. Goles: 17. Es el cuarto jugador con más partidos jugados en el club.
Eduardo Lanzavecchia. Partidos jugados: 77. Arquero histórico en el club.
Otros jugadores históricos del club son: Ricardo Caruso Lombardi, Fabio Lenguita, José Ramírez; Francisco Maciel; Marcelo Couceiro; Roberto Demus Ángel Puertas; Jonathan Santana; Luis Tonelotto; Brahamam Sinisterra; Walter Parodi; Maximiliano Flotta; Maximiliano Castano; Diego Figueroa; Rubén "Cacho" Córdoba; Joaquín Irigoytia; David Charles Pérez; Mauro Navas; Delio Onnis; Federico Nieto; Héctor Núñez; Aldo Paredes; Luis Medero; Jonás Gutiérrez; Juan M. Martínez

## Presidentes
Lista de presidentes que estuvieron a cargo del club durante toda su historia:
- 1911 - 1912 | Daniel Alejandro Povea
- 1913 - 1915 | Martin Eduardo Roulier
- 1916 - 1918 | Arturo Costa
- 1919 - 1927 | Miguel Ortiz de Zárate
- 1928 - 1930 | Rómulo Truco
- 1930 - 1932 | Rómulo Cuadrelli
- 1933 - 1935 | Celestino Gugliemi
- 1936 - 1938 | Raúl Colombo
- 1939 - 1941 | Manuel Casas
- 1942 - 1949 | Raúl Colombo
- 1950 - 1952 | Fermín Donzelli
- 1952 - 1956 | Antonio Sancineto
- 1956 - 1961 | Juan Anselmo Tomaro
- 1962 - 1963 | Alfredo Brañeiro
- 1964 - 1969 | Juan Anselmo Tomaro
- 1970 - 1971 | Tomás Bolado
- 1972 - 1974 | Juan Carlos Manfredi
- 1975 - 1976 | Horacio Iñigo Carrera
- 1976 - 1982 | Juan Anselmo Tomaro
- 1982 - 1991 | Jorge Rubén Romeo
- 1992 - 1993 | José Antonio Pereiro
- 1994 - 1996 | Héctor Sluga
- 1997 - 1998 | Rafael Mottola
- 1998 - 1999 | Dardo De Marchi
- 2000 - 2002 | Enrique Bisio
- 2002 - 2003 | José Pereiro
- 2004 - 2007 | Rafael Mottola
- 2007 - 2008 | Pedro Benedetto
- 2008 - 2009 | Héctor Sluga
- 2009 - 2010 | Alejandro Prejel
- 2010 - 2014 | Juan Carlos Carinelli
- 2014 - 2021 | Julián Romeo
- 2021 - 2024 | Julio  Cucchi
- 2024 - Act. | Mauro Bolischki

## Datos del club

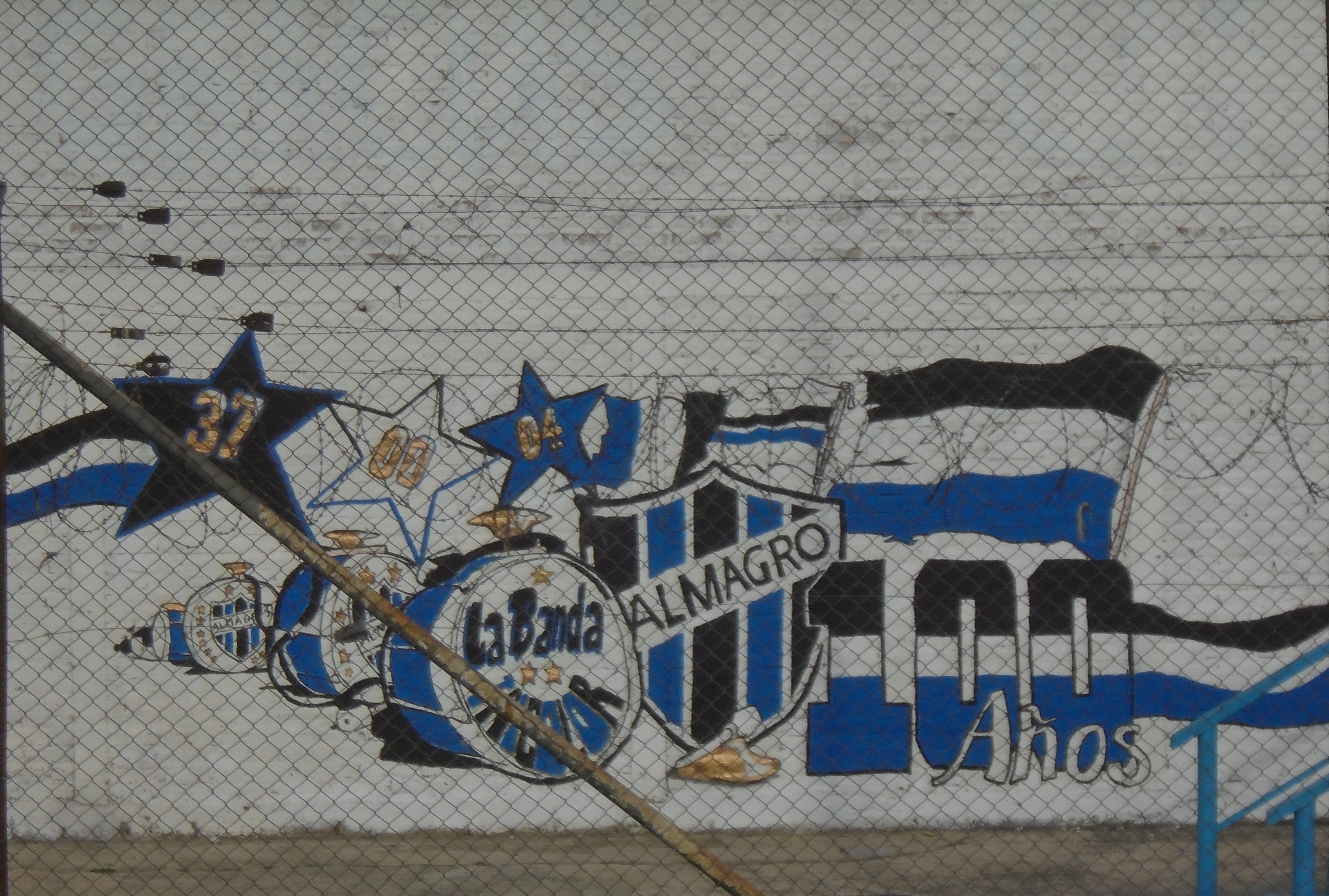
Mural en homenaje a los 3 ascensos de Almagro a Primera División en el Profesionalismo (1937, 2000 y 2004).

Actualizado hasta la temporada 2025 inclusive.
Total de temporadas en AFA: 110
- Temporadas en 1.ª: 19
  - Temporadas en Primera División (AAF/AAmAF/AFAP): 16 (1919-1934)
  - Temporadas en Primera División (AFA): 3 (1938, 2000/01 y 2004/05)
- Temporadas en 2.ª: 64
  - Temporadas en Primera Nacional: 22 (1996/97-1999/00, 2001/02-2003/04, 2005/06-2008/09 y 2016-)
  - Temporadas en Primera B: 44 (1935-1937, 1939-1962, 1964-1970 y 1972-1981)
  - Temporadas en División Intermedia: 1 (1918)
- Temporadas en 3.ª: 26
  - Temporadas en Primera C: 7 (1963, 1971 y 1982-1986)
  - Temporadas en Primera B Metropolitana: 17 (1986/87-1995/96 y 2009/10-2015)
  - Temporadas en Segunda División: 2 (1912 y 1917)

## Palmarés

### Torneos nacionales
| Competiciones                       | Títulos    | Subtítulos                                  |
| ----------------------------------- | ---------- | ------------------------------------------- |
| Primera División de Argentina (0/1) |            | 1931                                        |
| Segunda División de Argentina (2/3) | 1937, 1968 | 1918, 2003-04, 2017-18                      |
| Tercera División de Argentina (1/6) | 1971       | 1934, 1983, 1984, 1987-88, 1990-91, 1995-96 |
| Cuarta División de Argentina (2/0)  | 1919, 1921 |                                             |

### Copas nacionales
| Competiciones                                       | Títulos | Subtítulos |
| --------------------------------------------------- | ------- | ---------- |
| Copa Jockey Club (0/1)                              |         | 1931       |
| Copa de Competencia de la Asociación Amateurs (0/2) |         | 1920, 1924 |
| Copa de Competencia de Segunda División (1/0)       | 1917    |            |

## Goleadas

### A favor
- En el Amateurismo: 6-0 a San Fernando en 1931
- En Primera A: 4-0 a Talleres (RE) en 1938, Belgrano (Córdoba) en 2001 y Racing Club en 2001
- En Nacional B: 6-1 a Central Córdoba (Rosario) en 2000
- En Primera B: 9-0 a Colón (Santa Fe) en 1959
- En Primera C: 10-0 a Luján en 1982

### En contra
- En el Amateurismo: 0-5 vs Sportivo Barracas en 1932
- En Primera A: 0-9 vs Independiente en 1938
- En Nacional B: 0-5 vs Los Andes en 2001
- En Primera B: 0-7 vs Unión (Santa Fe) en 1953, Platense en 1956 y Sportivo Dock Sud en 1958
- En Primera C: 2-5 vs San Miguel en 1982

## Otras actividades
Además de su actividad principal, el fútbol masculino, el club goza de las siguientes actividades:
● Fútbol sala
● Fútbol sala femenino
● Fútbol amateur
● Fútbol femenino
● Balonmano
● Patinaje
● Tenis
● Zumba
● Taekwondo